# لينتنير (ميزوري)
لينتنير (بالإنجليزية: Lentner)‏ هي إحدى المجتمعات الفردية (غير مصنفة) في ولاية ميزوري في الولايات المتحدة الأمريكية.